# Рыбалкин (хутор)
Рыбалкин — хутор в Алексеевском районе (городском округе, с 2018) Белгородской области, входит в состав Жуковского сельского поселения.

## Описание
Расположен в восточной части области, в 21 км к югу от районного центра, города Алексеевки. 
| 1859 | 1897 | 2002 | 2010 |
| ---- | ---- | ---- | ---- |
| 635  | ↘600 | ↘142 | ↘114 |

Улицы и переулки
| - ул. Садовая |

## История
Упоминается в Памятной книжке Воронежской губернии за 1887 год как "хуторъ Рыбалкинъ" Наголенской волости Бирюченского уезда. Число жителей обоего пола — 613, число дворов — 72.